# Guttigadus
Guttigadus (Taki, 1953) è un genere di pesci ossei marini appartenenti alla famiglia Moridae.

## Distribuzione e habitat
Il genere è diffuso negli oceani dell'emisfero australe eccettuata la specie G. latifrons che si incontra anche nell'oceano Atlantico nordorientale sulle coste europee e, raramente, nel mar Mediterraneo.
Si trovano in genere nel piano batiale, sulla scarpata continentale a profondità inferiori ai 2000 metri.

## Tassonomia
Talvolta considerato un sottogenere di Laemonema.

### Specie
Il genere comprende 7specie:
- Guttigadus globiceps
- Guttigadus globosus
- Guttigadus kongi
- Guttigadus latifrons
- Guttigadus nudicephalus
- Guttigadus nudirostris
- Guttigadus squamirostris